# Museo Antonín Dvořák
El Museo Antonín Dvořák en Praga es un museo dedicado al gran compositor checo Antonín Dvořák (1841-1904).
Forma parte de Museo de la Música Checa, que a su vez es parte del complejo del Museo Nacional. Desde 1932, el museo está ubicado en un edificio barroco que fue diseñado por el famoso arquitecto Kilian Ignaz Dienzenhofer a comienzos del siglo XVIII, aunque la casa en sí no tiene ningún vínculo particular con la de Dvořák. Está situado en la parte norte de la Ciudad Nueva, a unos 15 minutos a pie del centro de la ciudad de Praga.
El museo exhibe fotografías, recortes de periódicos, programas y objetos personales relacionados con el compositor, incluyendo su viola y su piano. El edificio alberga una colección única de sus manuscritos y su correspondencia, proporcionando así un importante centro para la investigación de Antonín Dvořák. Se celebran conciertos con regularidad, así como seminarios, conferencias y exposiciones.
El museo también organiza una ceremonia anual en la víspera del día de su muerte (1 de mayo), en su tumba en el cementerio de Vyšehrad, justo al sur del distrito de la Ciudad Nueva. También hay una sesión matinal de la celebración de su cumpleaños en su lugar de nacimiento en Nelahozeves. El museo también mantiene la casa de su yerno, Josef Suk. También hay centros conmemorativos conectados con Dvořák en otros lugares: hay una exposición permanente en su finca de Vysoká cerca de Příbram, uno en Zlonice y un memorial en el Castillo de Sychroy Castillo de Turnov.